# سيجان (كرج)
سيجان هي قرية في مقاطعة كرج، إيران. يقدر عدد سكانها بـ 767 نسمة بحسب إحصاء 2016.